# Urzędy ziemskie
Urzędy ziemskie w Rzeczypospolitej Obojga Narodów wywodziły się z urzędów książęcych z czasów rozbicia dzielnicowego.
Najważniejszymi urzędnikami ziemskimi byli wojewoda i kasztelan, gdyż z urzędu wchodzili do Senatu.
Po nich w każdej ziemi następowali pozostali urzędnicy. W większości były to godności honorowe.
Urzędy ziemskie dzieliły się na dygnitarskie (łac. dignitates) i officia. Dygnitarzami byli: wojewoda, kasztelan, podkomorzy i sędzia ziemski. Officia to urzędy: stolnika, podstolego, cześnika, podczaszego, łowczego, miecznika, chorążego i wojskiego.
Porządek starszeństwa sprecyzowała konstytucja (ustawa sejmowa) z 1611 roku, z pewnymi zmianami wprowadzonymi w 1613 roku.
I tak w Koronie po urzędach senatorskich następowali kolejno:
- podkomorzy
- starosta grodowy
- chorąży
- sędzia ziemski
- stolnik
- podczaszy
- podsędek (w Prusach Królewskich zastępował go ławnik)[4]
- podstoli
- cześnik
- łowczy
- wojski większy
- pisarz ziemski
- miecznik
- wojski mniejszy
- skarbnik[5]
- burgrabia (ostatni w hierarchii ziemskiej województwa krakowskiego[6])
- horodniczy (ostatni w hierarchii ziemskiej województw wschodnich  Rzeczypospolitej[7])

Na Litwie kolejność była następująca:
- ciwun
- marszałek ziemski
- podkomorzy
- starosta grodowy
- chorąży
- sędzia ziemski
- wojski większy
- stolnik
- podstoli
- pisarz ziemski
- podwojewodzi albo podstarości
- sędzia grodzki
- pisarz grodzki
- podczaszy
- cześnik
- horodniczy
- skarbnik
- łowczy
- miecznik
- koniuszy
- oboźny
- strażnik
- krajczy
- leśniczy
- mostowniczy
- budowniczy
- strukczaszy[8]
- derewniczy[8]